# Remco te Brake
Remco te Brake (né le 29 novembre 1988) est un coureur cycliste néerlandais.

## Biographie
Remco te Brake naît le 29 novembre 1988 aux Pays-Bas.
Il entre en 2010 dans l'équipe Van Vliet-EBH Elshof devenue De Rijke l'année suivante. Il est recruté en 2013 par l'équipe Metec-TKH.

## Palmarès et résultats

### Palmarès par année
- 2009[1]
  - Omloop Lek en IJssel
  - 2e de Zillebeke-Westouter-Zillebeke
- 2011
  - 2e de la Flèche du port d'Anvers
  - 3e de la Ronde van Noord-Holland
- 2013
  - 2e de Skive-Løbet
  - 3e de la Ronde van Noord-Holland
  - 3e du Mémorial Fred De Bruyne
- 2014
  - Tour de Gironde :
    - Classement général
    - 3e étape

  - 3e du Kernen Omloop Echt-Susteren

### Classements mondiaux
| Année           | 2010 | 2011 | 2012 | 2013 | 2014 |
| --------------- | ---- | ---- | ---- | ---- | ---- |
| UCI Europe Tour | 535e | 138e | 293e | 215e | 118e |